# Hypothèse un gène - une enzyme
L'hypothèse un gène - une enzyme, est l'idée que les  gènes agissent par la production d'enzymes, chaque gène étant responsable de la production d'une enzyme unique qui à son tour affecte une seule étape dans une voie métabolique. Le concept a été proposé par George Beadle et Edward Tatum dans un article fondateur en 1941 sur les mutations génétiques chez le champignon Neurospora crassa, et par la suite a été surnommé l' « hypothèse un gène - une enzyme » par leur collaborateur Norman Horowitz. Il s'agit certainement du premier résultat significatif dans ce qui allait être appelé la biologie moléculaire. Bien que très influente, l'hypothèse a été reconnue peu de temps après sa proposition comme d'une simplification excessive. Même la reformulation ultérieure « un gène - un polypeptide » est maintenant considérée comme trop simple pour décrire la relation entre les gènes et les protéines.